# Frédéric Passy
Frédéric Passy (20. května 1822 Paříž - 12. června 1912 Neuilly-sur-Seine) byl francouzský politik, ekonom, pacifista a první držitel Nobelovy ceny míru (1901, spolu s Henri Dunantem).

## Život
Jeho strýcem byl Hippolyte Passy, který působil jako ministr financí ve vládách posledního krále Ludvíka Filipa a prvního prezidenta Francie Napoleona III. Vystudoval práva a pracoval jako účetní Státní rady. Poté se vrátil na univerzitu, kde studoval ekonomii a roku 1857 se stal profesionálním ekonomem. Svou skvělou reputaci v oboru získal díky knize Mélanges économiques essays a sérii přednášek na univerzitě v Montpellier. Hájil volný obchod a myšlenky Richarda Cobdena.
V roce 1877 vstoupil do Académie des sciences morales et politiques. Angažoval se v politických otázkách, obhajoval školskou reformu a zasáhl, aby zabránil válce mezi Francií a Pruskem během Luxemburské krize v roce 1867. Pomáhal založit Mezinárodní ligu míru, aby válečným konfliktům předcházel. V roce 1870 se tato organizace rozpadla v důsledku Prusko-francouzské války. Passy pomáhal tuto společnost oživit pod názvem Francouzská společnost přátel míru.
V roce 1881 vyhrál volby do poslanecké sněmovny, kde se zasazoval za změny v zahraniční politice. V roce 1886 jej znovuzvolili, ovšem v roce 1889 již svou funkci neobhájil.
Stál v čele několika Světových mírových kongresů, kde se snažil prosadit mezinárodní arbitráže, které by předcházely válečným konfliktům.
V roce 1901 obdržel spolu s Henrim Dunantem první udělenou Nobelovu cenu za mír za jeho celoživotní snahu předcházet válečným konfliktům.